# كيث دبليو. أولسون
كيث دبليو. أولسون (بالإنجليزية: Keith W. Olson)‏ هو مؤرخ أمريكي، ولد في 4 أغسطس 1931.